# Banggai-jufferduif
De banggai-jufferduif (Ptilinopus subgularis synoniem: Ramphiculus subgularis) is een vogel uit de familie Columbidae (duiven). Het is een endemische vogelsoort  op de Banggai-eilanden, een Indonesische eilandengroep in de Bandazee.

## Kenmerken
De vogel is 33 tot 36 cm lang. Het is een middelgrote duif, overwegend groen gekleurd met een relatief lange staart. De duif is vooral van boven opvallend groen, op de buik, borst, keel en rond het oog is de duif zilverkleurig groengrijs. Op de keel is een kastanjebruine vlek en ook de onderbuik en onderstaartdekveren zijn kastanjebruin.

## Verspreiding en leefgebied
Deze soort komt alleen voor op de Banggai-eilanden. Het leefgebied bestaat uit primair regenwoud, maar ook wel secundiar bos en heuvellandbos tot op 950 m boven zeeniveau.

## Status
De banggai-jufferduif heeft een beperkt verspreidingsgebied en daardoor is de kans op uitsterven aanwezig. De grootte van de populatie werd in 2017 door BirdLife International geschat op 3,5 tot 15 duizend individuen en de populatie-aantallen nemen af door habitatverlies. Het leefgebied wordt aangetast door ontbossing waarbij natuurlijk bos wordt omgezet in gebied voor agrarisch gebruik en de aanleg van infrastructuur ten behoeve van mijnbouwactiviteiten en toerisme. Daarnaast wordt jacht gemaakt op deze duif. Om deze redenen staat deze soort als kwetsbaar op de Rode Lijst van de IUCN.